# Gwalijar
Gwalijar (hindi ग्वालियर, trl. Gvāliyar, trb. Gwalijar; ang. Gwalior) – miasto w środkowych Indiach, w stanie Madhya Pradesh, na północnym skraju wyżyny Dekan, na wysokości 220 metrów. Około 1,9 mln mieszkańców. Znajduje się tu port lotniczy Gwalior.

## Zabytki

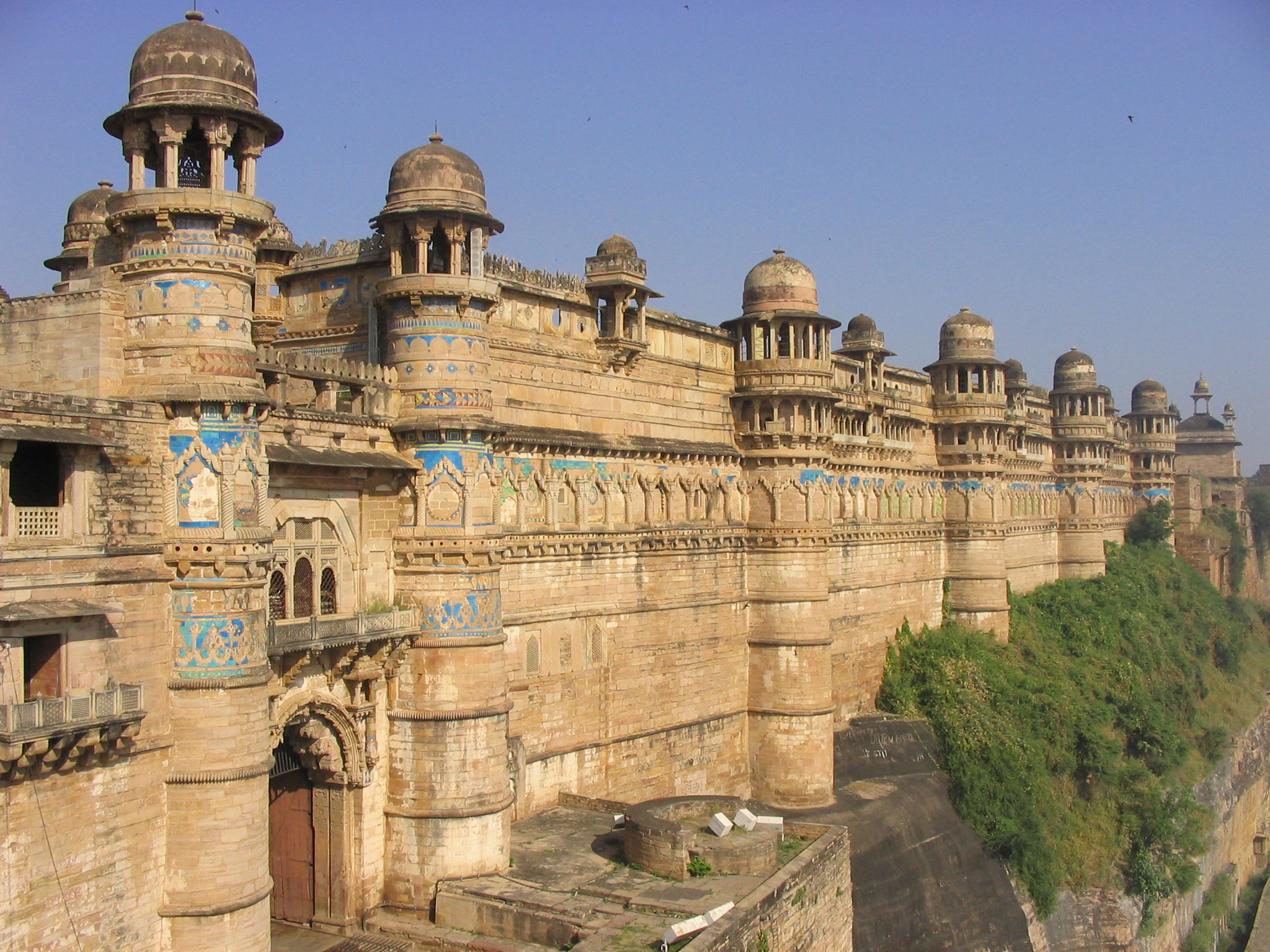
Fort w Gwalijarze

- Fort Gwalior